# Vincent Jordy
Vincent Alexandre Édouard Élie Jordy (Perpignano, 20 gennaio 1961) è un arcivescovo cattolico francese, dal 24 novembre 2019 arcivescovo metropolita di Tours.

## Biografia
È nato il 20 gennaio 1961 a Perpignano, sede dell'omonima diocesi.

### Formazione e ministero sacerdotale
Dopo aver frequentato la facoltà di diritto e scienze politiche dell'Università di Strasburgo, ha conseguito il baccalaureato in teologia presso la Pontificia Università Gregoriana di Roma.
È stato ordinato presbitero il 28 giugno 1992 per l'arcidiocesi di Strasburgo.
Dopo esserne stato direttore spirituale dal 1997, nel 2000 è stato nominato rettore del seminario maggiore dell'arcidiocesi, incarico che ha mantenuto fino alla nomina a vescovo.

### Ministero episcopale
Il 19 settembre 2008 papa Benedetto XVI lo ha nominato vescovo titolare di Idassa e ausiliare di Strasburgo. Ha ricevuto la consacrazione episcopale il successivo 11 novembre nella cattedrale di Strasburgo dall'arcivescovo metropolita di Strasburgo Jean-Pierre Grallet, co-consacranti Christian George Nicolas Kratz, vescovo ausiliare di Strasburgo, e Pierre Raffin, vescovo di Metz.
Nell'ambito della Conferenza episcopale di Francia dopo essere stato membro del Consiglio per l'unità dei cristiani e per i rapporti con il giudaismo, è presidente della Commissione per la catechesi e il catecumenato.
Il 22 luglio 2011 lo stesso Papa lo ha nominato vescovo di Saint-Claude; ha preso possesso canonico della diocesi il 16 ottobre successivo.
Il 24 novembre 2019 papa Francesco lo ha promosso alla sede metropolitana di Tours di cui ha preso possesso il 5 gennaio dell'anno seguente.

## Genealogia episcopale
La genealogia episcopale è:
- Cardinale Scipione Rebiba
- Cardinale Giulio Antonio Santori
- Cardinale Girolamo Bernerio, O.P.
- Arcivescovo Galeazzo Sanvitale
- Cardinale Ludovico Ludovisi
- Cardinale Luigi Caetani
- Cardinale Ulderico Carpegna
- Cardinale Paluzzo Paluzzi Altieri degli Albertoni
- Papa Benedetto XIII
- Papa Benedetto XIV
- Papa Clemente XIII
- Cardinale Marcantonio Colonna
- Cardinale Giacinto Sigismondo Gerdil, B.
- Cardinale Giulio Maria della Somaglia
- Cardinale Carlo Odescalchi, S.I.
- Cardinale Costantino Patrizi Naro
- Cardinale Lucido Maria Parocchi
- Papa Pio X
- Papa Benedetto XV
- Papa Pio XII
- Cardinale Eugène Tisserant
- Papa Paolo VI
- Arcivescovo Charles-Amarin Brand
- Arcivescovo Joseph Pierre Aimé Marie Doré, P.S.S.
- Arcivescovo Jean-Pierre Grallet, O.F.M.
- Arcivescovo Vincent Jordy